# La Ballade de Titus
Pour plus de détails, voir Fiche technique et Distribution.
 La Ballade de Titus  est un film franco-canadien réalisé par Vincent de Brus et sorti en 1998.
C'est une fable burlesque qui aborde le sujet du droit à la différence.

## Synopsis
Après avoir passé toute son enfance à regarder des dessins animés, Titus se retrouve à l'âge adulte décalé par rapport au monde réel.

## Fiche technique
- Autre titre : Le Rêve de la carotte
- Titre original et sur les VHS au Québec : Destin animé
- Réalisation : Vincent de Brus
- Scénario : Vincent De Brus, Stéphane Giusti
- Photographie : Michel Abramowicz
- Musique : Hadi Kalafate
- Montage : Marie-Blanche Colonna
- Distribution : Les Films de l'Atalante
- Durée : 90 minutes
- Dates de sortie : 
  - France : 15 juillet 1998

## Distribution
- Michel Courtemanche : Titus
- Jean-Claude Dreyfus : Docteur Shrink
- Catherine Jacob : Louise
- Natacha Lindinger : Jeanne
- Antoine Duléry : Monsieur Marsan
- Myriam Moszko : Madame Marsan
- Sylvie Lachat : Josiane Médiocre
- Patrick Paroux : Delile
- Christian Pereira : Rouget
- Marie-Christine Adam : The Minister

## Anecdote[2]
- Le scénario d'origine a été écrit par Émile Gaudreault  et Stéphane Bourignon pour Michel Courtemanche. Cependant, le scénario a été complètement modifié par le réalisateur et voyant la catastrophe, ils ont demandé que leurs noms soient retirés du générique.
- Selon Michel Courtemanche le film aurait détruit toutes ses chances comme acteur principal de cinéma. Il dit ouvertement avoir détesté le film et que le tournage a été très dur, en raison du manque de compétence du réalisateur.[réf. nécessaire]
- Le film se veut comme un hommage aux Looney Tones.
- Le film a eu une sortie très confidentielle et est seulement disponible en VHS.